# Hypogymnia subobscura
Hypogymnia subobscura är en lavart som först beskrevs av Edvard Vainio och fick sitt nu gällande namn av Josef Poelt. 
Hypogymnia subobscura ingår i släktet Hypogymnia och familjen Parmeliaceae.   Inga underarter finns listade i Catalogue of Life.